# Teofilo Rossi di Montelera
Teofilo Guiscardo "Theo" Rossi di Montelera, född 17 maj 1902 i Turin, död 3 november 1991 i Lausanne, Schweiz, var en italiensk bobåkare. Han deltog vid olympiska vinterspelen 1932 i Lake Placid i tvåmansbob och placerade sig på plats nummer 6 och i fyrmansbob och kom i den tävlingen på femte plats.